# Pseudischnaspis acephala
Pseudischnaspis acephala är en insektsart som beskrevs av Ferris 1941. Pseudischnaspis acephala ingår i släktet Pseudischnaspis och familjen pansarsköldlöss. Inga underarter finns listade i Catalogue of Life.